# Fakty (TVN) - czołówki
Trwa dyskusja nad usunięciem tego artykułu, kliknij i weź w niej udział.
Artykuł przedstawia historię czołówek programu "Fakty" emitowanego w TVN.

## Ewolucja oprawy (1997–2025)

### 3 października 1997 – 22 czerwca 2001[1]
- Charakterystyka: dynamiczna grafika z niebiesko-żółtą kolorystyką i logiem „Fakty”.
- Elementy graficzne: poruszające się pasy, rozbłyski, litery układające się w logo.
- Muzyka: szybka, dynamiczna fanfara z elementami elektronicznymi.

- Studio: dość proste, klasyczne – prowadzący za biurkiem.

### 23 czerwca 2001 – 27 września 2005, 28 września 2005 – 30 kwietnia 2006[1]
- Charakterystyka: bardziej stonowana kolorystyka, wprowadzenie efektu „świata informacji”.
- Elementy: animowane kule symbolizujące Ziemię i globalne wiadomości.
- Muzyka: bardziej dramatyczna i rozbudowana, z wyraźnymi dźwiękami bębnów.

- Ciekawostka: pierwsze zmiany dostosowujące się do standardów CNN i BBC.

### 1 maja 2006 – 24 września 2008, 25 września 2008 – 2 października 2012[1]
- Charakterystyka: pełna animacja komputerowa 3D, obracające się napisy i globus.
- Logo: trójwymiarowe litery „FAKTY”, które „nadlatują” i ustawiają się centralnie.
- Muzyka: patetyczna, z mocnym basem, szybkim tempem.

- Studio: pojawiają się telebimy, światła LED, większa interaktywność.

### 3 października 2012 – 6 września 2015[2][3]
3 października 2012 r. TVN odświeżył swoje studio – wprowadzono videowall (17 m składający się z 64 ekranów), nową, bardziej nowoczesną scenografię, a także odświeżoną czołówkę i podkład muzyczny. Nową oprawę graficzną i muzyczną przygotowano wewnętrznie, muzykę skomponował Andrzej Smolik.
- Czołówka: dynamiczne ujęcia studia, szybkie przejścia między tematami.
- Logo: minimalistyczne, płaskie litery „FAKTY”.

### 7 września 2015 – 13 kwietnia 2025[4]
7 września 2015 r. zrezygnowano z tradycyjnej, pełnej czołówki. Obecna oprawa rozpoczyna się dynamicznym przejściem: ujęcie videowalla ze stoperem, który płynnie przechodzi w wykaz poruszanych tematów oraz finalnie – logo „Faktów”. Prezenter już nie zapowiada materiałów przy telebimie, lecz zza stołu — studio dłużej pozostaje statyczne, a koniec programu jest zamknięty spokojnym ujęciem.
- Start programu: zaczyna się od ujęcia zegara/studia, logo pojawia się jako overlay.
- Prezentacja tematów: dynamiczny przegląd materiałów z tytułami na ekranie.
- Muzyka: krótsze intro, dźwięki bardziej subtelne.

Logo od kwietnia 2025

### Od 14 kwietnia 2025[5]
14 kwietnia 2025 r. „Fakty” rozpoczęły emisję z najnowocześniejszego studio w Europie – z ogromnym, zakrzywionym videowallem o powierzchni ok. 100 m², dwupoziomowym newsroomem, ruchomym stołem, wieloma kamerami, ekranami LED, diodami i zaawansowanym oświetleniem Strona główna. Nowe studio wiąże się także z nową, odświeżoną czołówką.
- Studio: zakrzywiony videowall o powierzchni ok. 100 m², ruchomy stół, ekran LED w podłodze.
- Czołówka: jeszcze bardziej minimalistyczna – połączenie realnych ujęć z grafiką, akcent na dynamiczne przejścia i interaktywne prezentacje tematów.
- Muzyka: nowa wersja ścieżki dźwiękowej – spokojna, ale nowoczesna.